# Megachernes tuberosus
Espèce
Megachernes tuberosus est une espèce de pseudoscorpions de la famille des Chernetidae.

## Distribution
Cette espèce est endémique du Sichuan en Chine. Elle se rencontre dans la grotte Gao Feng Dong.

## Description
Megachernes tuberosus mesure de 4,0 à 4,4 mm.

## Publication originale
- Mahnert, 2009 : New species of pseudoscorpions (Arachnida, Pseudoscorpiones: Chthoniidae, Chernetidae) from caves in China. Revue Suisse de Zoologie, vol. 116, no 2, p. 185-201 (texte intégral).